# De Correspondent
De Correspondent (en inglés: The Correspondent) es una web de noticias neerlandesa con sede en Ámsterdam, Países Bajos. Fue lanzada el 30 de septiembre de 2013 después de recaudar en tan solo ocho días más de un millón de euros en una campaña de financiación de micromecenazgo, estableciendo un récord mundial en periodismo. El sitio web se distingue por rechazar el ciclo de noticias diario y por centrarse en la profundidad y cobertura cronológica sobre una base de actualidad, dirigida por corresponsales individuales los cuales se centran en temas específicos.
El concepto y el éxito inicial de De Correspondent ha inspirado otros proyectos en otros lugares, destacando el sitio web alemán Krautreporter, el cual ha adoptado el mismo concepto.

## Historia
El proyecto fue fundado por el periodista neerlandés Rob Wijnberg, el director creativo Harald Dunnink, el director de tecnología Sebastian Kersten y el editor Ernst-Jan Pfauth. Wijnberg, ex redactor jefe del periódico neerlandés NRC Next, propuso la idea del micromecenazgo para una nueva plataforma de medios no publicitarios en la televisión nacional en marzo de 2013. Ocho días más tarde, él y su equipo lograron su objetivo de 15,000 suscriptores pagando 60 € por una afiliación de un año.
Wijnberg trabajó con la agencia creativa digital Momkai y sus dueños, Harald Dunnink y Sebastian Kersten, ocupando los puestos de director creativo y director de tecnología respectivamente. Ernst-Jan Pfauth, quien había sido el editor fundador  de The Next Web y jefe del diario digital neerlandés NRC Handelsblad, se unió como editor.
El sitio web se puso en marcha en septiembre de 2013. Por enero de 2015 la web superó los 45,000 suscriptores pagando .
En 2014, De Correspondent llegó a un acuerdo con la revista Matter, para que la revista tradujera historias de De Correspondent que pensaran que fueran relevantes para una audiencia internacional. El primer artículo de la asociación se refería a los peligros de utilizar Wi-Fi público.
En 2015, De Correspondent empezó a traducir historias del neerlandés al inglés.

## Contenido
La web pretende apartarse del ciclo de noticias diarias centrándose en el contexto, en lugar de en lo que sucedió en las últimas 24 horas. Los corresponsales individuales dirigen como “guías” para decidir la agenda de noticias y hacer explícitas sus elecciones. De Correspondent pretende que sus autores informen sobre los temas menos tratados, incluyendo energía, privacidad, tecnología y futuro económico reends.

## Tecnología
De Correspondent opera en un sistema de gestión contenidos (en inglés CMS) llamado Respondens. En varias publicaciones, los fundadores dijeron que  podrían hacer que Respondens estuviera disponible para otros editores en el futuro.